# Archidamos V.
Archidamos V. (altgriechisch Ἀρχίδαμος Archídamos; † 227 v. Chr. in Sparta) war im Jahr 227 v. Chr. kurzzeitig König von Sparta. Er stammte aus dem Geschlecht der Eurypontiden.

## Leben
Archidamos V. war ein Enkel des spartanischen Königs Archidamos IV. sowie ein Sohn des Eudamidas II. und der Agesistrata. Er entfloh nach der Hinrichtung seines Bruders Agis IV. 241 v. Chr. nach Messene, wo er bei seinem Gastfreund Nikagoras lebte. 227 v. Chr. veranlasste ihn der aus dem zweiten spartanischen Königshaus der Agiaden stammende Kleomenes III., angeblich um die königliche Gewalt gegenüber den Ephoren zu stärken, zur Rückkehr nach Sparta. Der antike Biograph Plutarch führt aus, dass sich die an der Ermordung des Agis IV. Beteiligten vor Archidamos’ Rache fürchteten und ihn bald nach seiner Inthronisation als König töten ließen. Weiters gibt Plutarch an, dass sich Kleomenes III. laut dem hellenistischen Geschichtsschreiber Phylarchos ausdrücklich gegen diese Tat ausgesprochen habe. Es bestehe aber auch die Möglichkeit, dass Kleomenes III. dem Drängen seiner Freunde nachgab, den unglücklichen Mann seinen Mördern preiszugeben.
Der im Allgemeinen als sehr glaubwürdig eingeschätzte antike Historiker Polybios vertritt die genau gegenteilige Ansicht des Phylarchos. Er berichtet, dass Archidamos V. bereits aus Furcht vor Kleomenes III. aus Sparta nach Messenien geflohen sei, doch habe Kleomenes später Archidamos Hoffnung auf Aussöhnung gemacht und mit ihm einen Vertrag über seine Rückkehr nach Sparta geschlossen. Archidamos sei aber bei seiner Heimkehr sofort von Kleomenes getötet worden. Der klassische Philologe Jürgen Kroymann hält Polybios’ Version für unglaubhaft. Er weist u. a. darauf hin, dass Archidamos nach der Tötung seines Bruders Agis nicht vor dem damals noch minderjährigen Kleomenes, sondern vor dessen Vater Leonidas II. floh, der die Ermordung des Agis angestiftet hatte. Es sei wahrscheinlich, dass Kleomenes nicht über genügend Macht verfügte, um die Hintermänner des Mordes zur Rechenschaft zu ziehen; deswegen sei vielleicht der Verdacht aufgekommen, dass er die Tat gutheiße oder sie gar ausgeheckt habe.
Archidamos V. hinterließ aus seiner Ehe mit einer Tochter des Hippomedon zwei Söhne, die beim Tod des Kleomenes III. 219 v. Chr. noch lebten. Sie wurden aber bei der Ernennung eines neuen Königs übergangen; stattdessen setzten die Ephoren den nicht einmal aus einem Königsgeschlecht stammenden Lykurgos auf den Thron.